# Little Murray River (vattendrag i Australien, New South Wales, lat -30,25, long 152,65)
Little Murray River är ett vattendrag i Australien. Det ligger i delstaten New South Wales, i den sydöstra delen av landet, omkring 420 kilometer norr om delstatshuvudstaden Sydney.
I omgivningarna runt Little Murray River växer i huvudsak städsegrön lövskog. Runt Little Murray River är det mycket glesbefolkat, med 7 invånare per kvadratkilometer. Genomsnittlig årsnederbörd är 1 518 millimeter. Den regnigaste månaden är januari, med i genomsnitt 324 mm nederbörd, och den torraste är oktober, med 6 mm nederbörd.